# Exotica (film)
Exotica is een Canadese film uit 1994 geproduceerd en geregisseerd door Atom Egoyan, die tevens het scenario schreef. Mychael Danna schreef de muziek.

## Samenvatting
De psychologische thriller speelt zich af rond de nachtclub Exotica aan de rand van Toronto, waar de hoofdpersoon Francis geregeld klant is van danseres Christina. De film volgt een aantal personages wier levens verbonden zijn met de nachtclub en een geheim rond de dood van Francis' dochter. De film kent geen chronologische volgorde, ademt een mysterieuze erotisch geladen sfeer en heeft een verrassende climax. 

## Rolverdeling
onder meer
| Acteur           | Personage                      |
| ---------------- | ------------------------------ |
| Mia Kirshner     | Christina, de danseres         |
| Arsinée Khanjian | Zoe, de clubeigenares          |
| Elias Koteas     | Eric, de diskjockey            |
| Bruce Greenwood  | Francis, de belastingambtenaar |
| David Hemblen    | inspecteur                     |
| Calvin Green     | douanier                       |
| Peter Krantz     | man in taxi                    |

## Prijzen
onder meer
- FIPRESCI Prize, Cannes Film Festival 1994
- Best Alternative Adult Film 1996

## Bron
- Dit artikel of een eerdere versie ervan is een (gedeeltelijke) vertaling van het artikel Exotica (film) op de Engelstalige Wikipedia, dat onder de licentie Creative Commons Naamsvermelding/Gelijk delen valt. Zie de bewerkingsgeschiedenis aldaar.
- (en)   Exotica in de Internet Movie Database